# 柿沼進一
柿沼 進一（かきぬま しんいち、1970年2月15日 - ）は、群馬県出身の元オートレース選手。21期、伊勢崎オートレース場所属。通算優勝回数:5回。

## 人物
ビッグレースでの優勝経験は無いが、2002年に地元で開催されたSG第6回オートレースグランプリで優出を決めると、10メートルハンデ線の最内1枠から好スタートを決め、得意の雨走路で8周回まで先頭を独走。惜しくも、同じく雨巧者で知られる岡部聡（19期、山陽オートレース場所属）に捌かれてしまい優勝こそ逃したものの、SG準優勝を為し遂げた。その勢いで、翌2003年のSG第17回スーパースター王座決定戦にも進出している。

## 特徴
- インタビューなどでは強烈な群馬訛りで喋る。
- スタート時に、特徴的なリズムの空吹かしをする。10秒前から5秒前までは青灯の消灯に合わせて吹かす。
- コーナリングの際、牛澤和彦（20期、川口オートレース場所属）と同様に左脚を綺麗に伸ばすという特徴がある。
- 以前は長髪で、結わいた後ろ髪がヘルメットからはみ出していた。トレードマークはヘアバンド。
- 主な呼名は「ヒマワリ/エーデルワイス/チューリップ/ポインセチア」など、花の名前を取っている。
- オルガンが得意。

## 特記事項
- かつては田代祐一（15期、伊勢崎オートレース場所属）に師事していた。1992年5月19日の第15回春のスピード王決定戦（伊勢崎オートレース場）では「ワカダイショー」という呼名の競走車で準優勝している。因みに「ワカダイショー」という呼名は、田代がトライアンフの頃に使用していた呼名の一つである。
- 2005年のSG第24回オールスターオートレースでフジのデモ走行が行われた際、『フジの頃の乗り方が直っていない』と発言していた。
- 日本刀の研師、鞘師としての顔も持つ。オートレーサーとしてデビューした後、研師にの元に弟子入り。レースの無い日に数年間通い続けて腕を磨き、さらに日本美術刀剣保存協会が主催する研修を6年間受け、研磨の部と鞘の部の免状を受けた。
- 1997年9月24日に山陽オートレース場で開催されたGI第9回全国地区対抗戦に併設された第1回新鋭王座決定戦に柿沼が優出した際、実況の北島興アナウンサーが選手紹介で『刀を研ぐのとオルガンが得意』と発言。またオートレース 公式サイト上のSG第38回日本選手権オートレースの特集ページに掲載された写真を交えた選手紹介の項に『名刀「西洋薄雪草」の研ぎ澄まされたスタートの切れ味は鋭い。』という記述があった（｢セイヨウウスユキソウ｣は、当時の競走車呼名でもあるエーデルワイスの和名）。